# Duisburger Flaggenstreit
Anlass für den Duisburger Flaggenstreit war das Vorgehen der Polizei im Rahmen einer von der islamistischen Gemeinschaft Millî Görüş ausgerichteten Demonstration gegen den Gaza-Krieg am 10. Januar 2009 in Duisburg.

## Ablauf
Am Rande des Demonstrationsweges waren durch einen Anwohner an Fenster und Balkon seiner im dritten Stock gelegenen Wohnung je eine Israelfahne angebracht worden. Die Fahnen, die der Student nach eigenen Aussagen regelmäßig aufhängt, um Solidarität mit Israel zu bekunden, erregten den Zorn der Demonstranten, die begannen, mit Gegenständen zu werfen. Daraufhin brachen Polizeibeamten die zu diesem Zeitpunkt verlassene Wohnung auf und entfernten die Flaggen unter lautem Beifall anti-israelischer Demonstranten. Danach wurde der Protestmarsch wie geplant fortgesetzt.
Der Vorfall wurde von mehreren Personen dokumentiert und schon zwei Stunden später von der Lokalzeit Duisburg des WDR und anschließend auch von lokalen Bloggern im Internet bekannt gemacht. Der betroffene Wohnungsinhaber, Mitglied im Duisburger Bündnis gegen Antisemitismus, berichtete im WDR und in einem pro-israelischen Blog über die Geschehnisse. Erst dann griffen andere Medien das Thema auf und setzten eine öffentliche Debatte in Gang.

## Öffentliche Reaktion
Die Duisburger Polizei verteidigte das Vorgehen zunächst als Maßnahme, die Situation zu beruhigen, und auch Jacques Marx, der Vorsteher der jüdischen Gemeinde in Duisburg, äußerte Verständnis für die Maßnahme. Gleichzeitig kritisierte er jedoch, dass die Demonstration der als extremistisch eingestuften Milli Görüs erst gar nicht hätte genehmigt werden dürfen.
Scharfe Kritik und Unverständnis äußerten der Zentralrat der Juden in Deutschland und auch Funktionäre der großen Bundesparteien. Das Recht auf freie Meinungsäußerung sei nicht geschützt worden, sondern habe der Gewalt weichen müssen. 
Auch international erregte der Vorfall Aufsehen. Efraim Zuroff, Direktor des Simon Wiesenthal Centers, nannte das Vorgehen „feige“. Das US-amerikanische Wochenmagazin The Weekly Standard warf der Polizei in einem Kommentar Nachgiebigkeit gegenüber Islamisten vor.
Rainer Wendt, Bundesvorsitzender der Deutschen Polizeigewerkschaft (DPolG) sagte: „Es ist unerträglich, wenn in Deutschland Islamisten polizeiliches Handeln bestimmen.“ Er kritisierte insbesondere auch den Duisburger Polizeipräsidenten Rolf Cebin, dieser habe die ihm unterstellten Polizeibeamten in völliger Unterbesetzung in den Einsatz geschickt. Der Demonstrationszug mit über 10.000 Teilnehmern wurde von nur 280 Polizisten begleitet. Wendt forderte daher Cebins Rücktritt und bezeichnete ihn als „schlechtesten Polizeipräsidenten in ganz Deutschland“. Cebin entschuldigte sich später für das Vorgehen der Duisburger Einsatzkräfte.
Der nordrhein-westfälische Innenminister Ingo Wolf (FDP) erklärte, die Polizei müsse derartige Eingriffe in die Meinungsfreiheit unterlassen und begrüßte die Entschuldigung. SPD-Innenexperte Dieter Wiefelspütz erklärte, das Vorgehen sei rechtswidrig und müsse Konsequenzen haben. Eine Entschuldigung des Duisburger Polizeipräsidenten reiche nicht aus. Auch Bundestagsfraktions-Vizechef Wolfgang Bosbach (CDU) forderte dienstrechtliche Konsequenzen.
SPD-Rechtsexperte Karsten Rudolph nannte das Vorgehen „einen schwarzen Tag für den Rechtsstaat“.

## Aufarbeitung
Am 15. Januar 2009 tagte der Innenausschuss der Landesregierung NRW zum Vorfall. Dabei bezeichnete der SPD-Abgeordnete Sören Link das Vorgehen als „eine Kapitulation vor dem islamistischen Mob“. Die Opposition forderte Innenminister Wolf auf, politische Verantwortung zu übernehmen. Wolf schloss seinerseits disziplinarrechtliche Schritte gegen Duisburger Polizeibeamte nicht aus. Polizeiinspekteur Dieter Wehe kündigte an, dass künftig mehr Polizisten bei solchen Demonstrationen eingesetzt würden.
Nach dahingehenden medialen Berichten wurde in einer weiteren Sitzung des Innenausschusses debattiert, ob es sich beim Auslöser des Flaggenstreites um eine gezielte Aktion aus Kreisen sogenannter „Antideutscher“ gehandelt habe.
Am 17. Januar 2009 bekundeten in Duisburg etwa 200 Menschen bei einer Kundgebung unter dem Motto „Flagge zeigen“ ihre Solidarität mit Israel. Bei einer anschließenden Israel-kritischen Demonstration wurden 5 Gegendemonstranten, die israelische Flaggen trugen, mit Feuerwerkskörpern beworfen. Auf Wunsch des Veranstalters beendete die diesmal mit „mehreren Hundertschaften“ präsente Polizei daraufhin die Demonstration vorzeitig. Am 27. Januar 2009 fand in Duisburg als Reaktion auf die Vorgänge eine gemeinsame Kundgebung jüdischer, muslimischer und christlicher Gruppen statt.
Der Bielefelder Jurist Jürgen Vahle vertrat im April 2009 in einem Rechtsgutachten für den Innenausschuss des Deutschen Bundestages die Meinung, der Aufbruch der Wohnung und die Entfernung der israelischen Flaggen sei rechtmäßig gewesen, um eine durch die Polizeikräfte unkontrollierbare Eskalation der Demonstration zu vermeiden. Die Gewerkschaft der Polizei verlangte daraufhin vom Innenausschuss eine Entschuldigung „für die vorschnelle Vorverurteilung der Polizei im Duisburger Flaggenstreit“.